# La huella del crimen
La huella del crimen es una serie de televisión producida por Pedro Costa para Televisión española, en la que se recrean los casos más escalofriantes de la crónica negra española. Esta serie fue emitida en dos fases en la cadena pública, en 1985 (6 episodios) y 1991 (6 episodios), y se dieron cita algunos de los mejores directores e intérpretes del cine español. En septiembre de 2009 TVE emitió una tercera entrega con tres nuevos episodios.

## Episodios

### La huella del crimen 1(1985)

#### Jarabo
- Director:

Juan Antonio Bardem
- Reparto:
  - Sancho Gracia: José María Jarabo
  - María José Alfonso: María de los Desamparados Alonso Bravo
  - José Manuel Cervino: Inspector Hinojosa
  - Miguel Palenzuela: Emilio Fernández Díez
  - Raúl Fraire: Félix López Robledo
  - María Jesús Hoyos: Paulina Ramos Serrano
  - Ricardo Palacios: Ayudante de Hinojosa

- Argumento:

Basado en los crímenes de José María Jarabo, un asesino relámpago que mató a cuatro personas (una de ellas una mujer embarazada) entre el 19 y el 21 de julio de 1958 en Madrid.
Jarabo es un gran vividor. Su romance con una mujer inglesa casada había complicado la vida de ambos. Ella había colocado su matrimonio en el disparadero. Él había gastado una fortuna en hoteles, cenas y regalos. Asfixiado por la falta de dinero, Jarabo le había pedido a ella un anillo de brillantes que inmediatamente había empeñado para cubrir alguna noche de pasión y lujo. Ahora ella, la única mujer a quien había querido, le reclamaba la joya, alegando que se trataba de un regalo de su marido. Para conseguirla, opta por el peor de los caminos.

#### El crimen del capitán Sánchez
- Director:

Vicente Aranda
- Reparto:
  - Victoria Abril: María Luisa Sánchez Noguerol
  - Fernando Guillén: Manuel Sánchez López
  - José Cerro: Rodrigo García Jalón
  - Conrado San Martín: Presidente del Tribunal
  - Maribel Verdú: Manolita
  - Luis Marín: Fiscal
  - José Enrique Camacho: Abogado de María Luisa
  - Francisco Portes: Abogado del Capitán
  - Alfonso Godá: Sacerdote
  - José Vivó: Luis Arruez
  - Barta Barri: Conde
  - José Albiach: Juez de Instrucción
  - Pep Munné: Amante
  - Manuel Pavón

- Argumento:

Basado en el asesinato de Rodrigo García Jalón en Madrid el 25 de abril de 1913.
Un capitán del Ejército mata al pretendiente de su hija, a la que usa para seducir y estafar a otros hombres, y con la que mantiene una relación incestuosa.
Esta producción fue el debut de Maribel Verdú.

#### El crimen de la calle Fuencarral
- Director:

Angelino Fons.
- Reparto:
  - Carmen Maura: Higinia Balaguer
  - Rafael Alonso: Juez
  - Luis Escobar: Doctor
  - Francisco Nieva: Don Andrés
  - Antonio Medina: José Millán-Astray (1850-1923)
  - Lita Claver "La Maña": Tonadillera
  - Fernando Sancho: Coronel
  - Eduardo MacGregor: Nicolás Salmerón
  - Francisco Vidal: Luis Ramos Querencia
  - Daniel Martín: Policía 1
  - Carlos Piñeiro: José Vázquez Varela
  - Pilar Bardem: Dolores Ávila
  - Luis Ciges: Portero
  - María Elena Flores: María Ávila
  - Pedro Beltrán: Sereno
  - Mercedes Borque: Directora cárcel
  - Margarita Calahorra: Mujer 1
  - Concha Gómez Conde: Mujer 3
  - Raquel Daina: Mujer 2
  - José Luis Muñoz: Policía 2

- Argumento:

Basado en el "crimen de la calle Fuencarral", acaecido el 2 de julio de 1888 en Madrid.
Una marquesa y su criada son encontradas en el interior de una casa durante un incendio, muerta y quemada la una, drogada e inconsciente (junto con el perro de la ama) la otra. La mujer había sido apuñalada mortalmente antes del incendio, de muy poca magnitud. Se investigan como posibles sospechosos del asesinato a la propia criada y al hijo de la marquesa, que en el momento de la muerte cumplía condena en la Cárcel Modelo de Madrid, pero salía a placer con la complicidad del corrupto director de la prisión, José Millán-Astray (padre del que sería fundador de la Legión). La investigación del caso se convierte en el primer gran circo mediático de la Historia de España, dividiendo a la opinión pública entre las clases populares que creen inocente a la criada y las clases altas que apoyan al hijo.

#### El caso de las envenenadas de Valencia
- Director:

Pedro Olea.
- Reparto:
  - Terele Pávez: Pilar Prades Expósito
  - Susana Canales: Isabel Juncosa
  - Alfred Luchetti: Manuel Juncosa
  - María Rubio: Aurelia Sanz Herranz
  - Marta Angelat: Paquita
  - Eusebio Lázaro: Verdugo
  - Estanis González: Enrique Vilanova
  - Gabriel Llopart: gobernador civil
  - Raquel Rodrigo: Sor Encarnación
  - Sonsoles Benedicto: Adela Pascual
  - Juan Jesús Valverde: Catalá
  - Félix Dafauce: Doctor Grau
  - Alfredo Hernando:
  - Mary González: Carcelera 1

- Argumento:

Basado en el caso contra Pilar Prades Santamaría, ejecutada por envenenar a tres mujeres en Valencia en 1959.
Prades fue revisada en el documental Queridísimos verdugos y sirvió de inspiración a Luis García Berlanga para rodar El verdugo.

#### El caso del cadáver descuartizado
- Director:

Ricardo Franco
- Reparto:
  - Arnau Vilardebó: Ricardo Fernández Sánchez "Ricardito"
  - Juan Echanove: Asensio Obregón
  - Francisco Guijar: Pablo Casado
  - José María Pou: Inspector Roig
  - Joaquín Navascués: José María Fábregas
  - Tony Isbert: Agente de ferrocarriles
  - Francisco Jarque: Casero de Pablo
  - Mario Gas: Exsocio de Pablo
  - Pedro Luis Lavilla: Ayudante de Roig
  - José Luis Aguirre: Lola
  - Juan Carlos Montalbán: Amigo de Asensio

- Argumento:

Basado en el asesinato de Pablo Casado, industrial barcelonés homosexual cuyo cadáver descuartizado fue hallado en el interior de una caja de madera en la estación de Atocha de Madrid, el 1 de mayo de 1929.
Debido a una denuncia por atentado al honor de José María Figueras, al que la producción describe como "amigo íntimo" de Casado, la primera difusión de este episodio en 1985 fue precedida por una nota disculpatoria.

#### El caso del procurador enamorado
- Director:

Pedro Costa
- Reparto:
  - Carlos Larrañaga: Roberto Prieto Gil
  - Ana Marzoa: Carmen
  - José Rubio: Rafael "Rafa" Luzón
  - Ángela Torres: Ángela Aguirre
  - Julián del Monte
  - Luisa Rodrigo: Luisa
  - Alfredo Mayo: Padre de Carmen
  - Eva María Hernández: Niña
  - Eric Mañas: Niño

- Argumento:

Basado en el "crimen de Velate" de 1973.
Roberto Prieto, un procurador en Cortes de la etapa final del Franquismo, contrata a un asesino a sueldo para que su mujer sufra un "accidente" y él pueda continuar su relación con su amante.

### La huella del crimen 2(1991)

#### El caso de Carmen Broto
- Director:

Pedro Costa
- Reparto:
  - Silvia Tortosa: Carmen Broto
  - Sergi Mateu: Jesús Gimeno López
  - Ángel de Andrés López: Ramón Muñoz
  - Conrado Tortosa "Pipper": Padre de Gimeno
  - Marta Fernández Muro: Nati
  - Vicente Cuesta: José Camps
  - José Yepes: Agustín
  - Ricardo Lucía: Comisario Tomás
  - Alfonso del Real: Diego el de las medias
  - Carmen de Lirio: La Carola
  - Tina Sainz: Matilde
  - Bonet de San Pedro: Él mismo
  - Luisa Castell: Pepita
  - Pilar Laguna: Madre de Pepita
  - Rosa María Calderón: Doris
  - Alba Greco: Carmen de Lirio
  - Montserrat López: Terita Vilallonga
- Argumento:

Basado en el asesinato de Carmen Broto, una prostituta de lujo popular entre las altas esferas de Barcelona, en 1949.
El final del episodio difiere del que fuera registrado oficialmente, apostando en su lugar por la teoría de que Broto fue víctima de una conspiración. Como resultado, los nombres de otras personas involucradas en el caso fueron cambiados y la producción se emitió precedida de una nota informativa.

#### El crimen de Perpignan
- Director:

Rafael Moleón.
- Reparto:
  - Juanjo Puigcorbé: Antonio Muñoz
  - Aitana Sánchez Gijón: Yvette Romero
  - Laura Cepeda: Lucía
  - Carmen Pradillo: Madre de Antonio
  - Nacho Martínez: Comisario francés

- Argumento:

En 1971, en la localidad sur-francesa de Perpiñán, una pareja formada por un inmigrante español, Juan López, y su amante francesa, Josette Aguilar, planean el asesinato de la esposa de López y el cobro de su seguro de vida. López entrena a Aguilar para que pierda los escrúpulos y cometa el asesinato, que él mismo no se atreve a hacer con sus propias manos.

#### El crimen de Don Benito
- Director:

Antonio Drove
- Reparto:
  - Fernando Delgado: Enrique Donoso Cortés
  - Francisco Vidal: Carlos García Paredes
  - Gabino Diego: Tomás Alonso Camacho
  - Germán Cobos: López Oyarzábal
  - Manuel de Blas: Capitán Medrano
  - Walter Vidarte: Don Ramón Martín de Castejón
  - Emma Penella: Doña Pilar
  - Mayrata O'Wisiedo: Doña Caridad Paredes
  - Vicente Mena: El padre Macías

- Argumento:

Basado en el doble "crimen de Don Benito" (Badajoz), el 19 de julio de 1902.
Un testigo inesperado pone en evidencia a un cacique al que las autoridades pretendieron no inculpar por el asesinato de una madre y una hija, a pesar de que todo el pueblo lo sabía.

#### El crimen de las estanqueras de Sevilla
- Director:

Ricardo Franco
- Reparto:
  - José Soriano: Javier Castillo "El Chaval"
  - Fernando Guillén Cuervo: Fray Antequera
  - Antonio Dechent: Julián Velasco Pérez
  - Rafael Díaz: Lorenzo Carmona
  - Felipe García Vélez: Antonio González

- Argumento:

Basado en el doble asesinato de Encarnación y Matilde Silva Montero, en la Sevilla de 1952.
En un estanco de la calle Menéndez Pelayo se encuentran los cadáveres de las dos hermanas propietarias del negocio. Todo está en su sitio y no se ha robado nada. La Justicia se ceba en tres parias con numerosos antecedentes.

#### El crimen del expreso de Andalucía
- Director:

Imanol Uribe
- Reparto:
  - José Manuel Cervino: Honorio Sánchez Molina
  - Mario Pardo: Antonio Teruel
  - Tito Valverde: José María Sánchez Navarrete
  - Enrique San Francisco: José Donday "Pildorita"
  - Francisco Casares: Francisco Piqueras "Paco el Fonda"
  - Kiti Manver: Carmen
  - Maite Blasco: Rufina Castro

- Argumento:

Basado en el asalto al expreso de Andalucía, el 12 de abril de 1924.
Lo que en principio parecía un simple atraco a un tren, se convirtió, por un fallo en el plan, en una carnicería.

#### Amantes
- Director:

Vicente Aranda
- Reparto:

Victoria Abril, Jorge Sanz, Maribel Verdú.
- Argumento:

Un muchacho de provincias, tras hacer el servicio militar en Madrid durante la Postguerra, se instala de realquilado en casa de una mujer. A partir de ese momento se debate entre dos amores: el de su novia, que le da afecto y sabe cocinar, y el de su amante, la mujer que le da cobijo y cama. Finalmente, adopta una solución trágica.
Prevista en un principio como un capítulo más de la serie de televisión, el guion fue reescrito para un largometraje y se estrenó en cines con gran éxito de taquilla.

### La huella del crimen 3(2009-2010)

#### El crimen de los marqueses de Urquijo
- Director:

Fernando Cámara, Pedro Costa
- Reparto: 
  - Félix Gómez: Rafael Escobedo
  - Juanjo Puigcorbé: Inspector Velasco
  - Ricard Borrás: Enrique Martínez
  - Pilar Abella: Marta Urquijo
  - César Lucendo: Javier Anastasio
  - Julio Arrojo: Inspector Hidalgo
  - Alejandro Cano: Jorge Urquijo

- Argumento:

Basado en el "Crimen de los Marqueses de Urquijo" en 1980.

#### El secuestro de Anabel
- Director:

Luis Oliveros, Pedro Costa
- Reparto:
  - Enrique Villén: Antonio Rojas García
  - Luisa Martín: Juana
  - Juan Codina: Cirilo "Ciri"
  - Amparo Climent: Eva
  - Roberto Quintana: Simón Caravaca
  - Polina Kiryanova: Anabel Quintana
  - Fermí Reixach: Álvaro Quintana
  - Toni Misó: Comisario Méndez

- Argumento:

Basado en el secuestro y posterior asesinato de Anabel Segura en 1993.

#### El asesino dentro del círculo
- Director:

Fernando Cámara, Pedro Costa
- Reparto:
  - Roger Coma: Joaquín Ferrándiz "Ximo"
  - Fernando Huesca: Rovira
  - Joaquín Climent: Blázquez
  - Claudia Molina: Marisa
  - Carlos Hipólito: Vicente Garrido
  - Vicky Peña: Amparo Ventura
  - César Sánchez: Santos Blanco
  - Fanny Condado: Vanessa Ruiz Castell
  - Ales Furundarena: Cardona

- Argumento:

Basado en los crímenes de Joaquín Ferrándiz Ventura, asesino en serie que mató a 5 mujeres en Castellón entre 1995 y 1996.

## Audiencias

### La huella del crimen 1 (1985)
| N.º (serie) | N.º (temp.) | Título                                   | Fecha de emisión    | Audiencia |
| ----------- | ----------- | ---------------------------------------- | ------------------- | --------- |
| 1           | 1           | «Jarabo»                                 | 12 de abril de 1985 | —         |
| 2           | 2           | «El crimen del capitán Sánchez»          | 19 de abril de 1985 | —         |
| 3           | 3           | «El crimen de la calle Fuencarral»       | 26 de abril de 1985 | —         |
| 4           | 4           | «El caso de las envenenadas de Valencia» | 10 de mayo de 1985  | —         |
| 5           | 5           | «El caso del cadáver descuartizado»      | 17 de mayo de 1985  | —         |
| 6           | 6           | «El caso del procurador enamorado»       | 24 de mayo de 1985  | —         |

### La huella del crimen 2 (1991)
| N.º (serie) | N.º (temp.) | Título                                    | Fecha de emisión      | Audiencia |
| ----------- | ----------- | ----------------------------------------- | --------------------- | --------- |
| 7           | 1           | «El caso de Carmen Broto»                 | 13 de febrero de 1991 | —         |
| 8           | 2           | «El crimen de Perpiñán»                   | 20 de febrero de 1991 | —         |
| 9           | 3           | «El crimen de Don Benito»                 | 27 de febrero de 1991 | —         |
| 10          | 4           | «El crimen de las estanqueras de Sevilla» | 6 de marzo de 1991    | —         |
| 11          | 5           | «El crimen del expreso de Andalucía»      | 13 de marzo de 1991   | —         |

### La huella del crimen 3 (2009-2010)
| N.º (serie) | N.º (temp.) | Título                                  | Fecha de emisión         | Audiencia         |
| ----------- | ----------- | --------------------------------------- | ------------------------ | ----------------- |
| 12          | 1           | «El crimen de los Marqueses de Urquijo» | 30 de septiembre de 2009 | 2 328 000 (13,5%) |
| 13          | 2           | «El secuestro de Anabel»                | 1 de marzo de 2010       | 3 679 000 (18,1%) |
| 14          | 3           | «El asesino dentro del círculo»         | 8 de marzo de 2010       | 3 197 000 (16,0%) |